# Wielersport op de Olympische Zomerspelen 1984

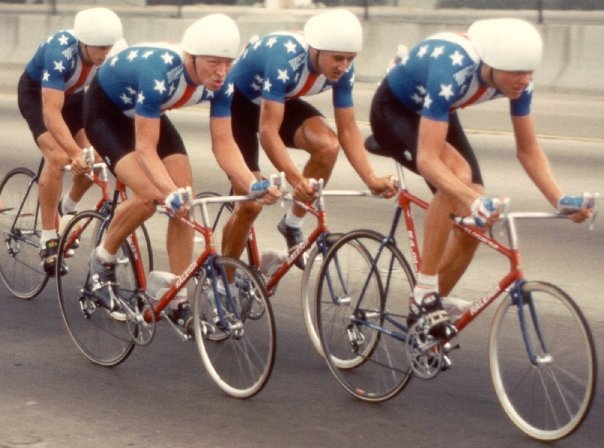
Amerikaanse ploeg bij de ploegentijdrit op de Olympische Zomerspelen 1984

De wielersport is een van de sporten die beoefend werden tijdens de Olympische Zomerspelen 1984 in Los Angeles.

## Mannen

### Baan

#### Tijdrit, 1000 m
| Rang   | Sporter(s)        | Land | Tijd    |
| ------ | ----------------- | ---- | ------- |
| Goud   | Fredy Schmidtke   | FRG  | 1:06.10 |
| Zilver | Curt Harnett      | CAN  | 1:06.44 |
| Brons  | Fabrice Colas     | FRA  | 1:06.65 |
| 4      | Gene Samuel       | TRI  | 1:06.69 |
| 5      | Craig Adair       | NZL  | 1:06.96 |
| 6      | David Weller      | JAM  | 1.07.24 |
| 7      | Marcelo Alexandre | ARG  | 1:07.29 |
| 8      | Rory O'Reilly     | USA  | 1:07.39 |

#### Sprint, 1000 m
| Rang   | Sporter(s)        | Land | Heat 1 | Heat 2 |
| ------ | ----------------- | ---- | ------ | ------ |
| Goud   | Mark Gorski       | USA  | 10.49  | 10.95  |
| Zilver | Nelson Vails      | USA  | -      | -      |
| Brons  | Tsutomu Sakamoto  | JPN  | 11.35  | 11.42  |
| 4      | Philippe Vernet   | FRA  | -      | -      |
| 5      | Gerhard Scheller  | FRG  |        |        |
| 6      | Marcelo Alexandre | ARG  |        |        |
| 7      | Kenrick Tucker    | AUS  |        |        |
| 8      | Fredy Schmidtke   | FRG  |        |        |

#### Individuele achtervolging, 4000 m
| Rang   | Sporter(s)      | Land | Tijd    |
| ------ | --------------- | ---- | ------- |
| Goud   | Steve Hegg      | USA  | 4:39.35 |
| Zilver | Rolf Gölz       | FRG  | 4.43.82 |
| Brons  | Leonard Nitz    | USA  | 4:44.03 |
| 4      | Dean Woods      | AUS  | 4:44.08 |
| 5      | Jørgen Pedersen | DEN  |         |
| 6      | Jelle Nijdam    | NED  |         |
| 7      | Robert Pascal   | FRA  |         |
| 8      | Michael Grenda  | AUS  |         |

#### Ploegachtervolging, 4000 m
| Rang   | Sporter(s)                                                           | Land | Tijd    |
| ------ | -------------------------------------------------------------------- | ---- | ------- |
| Goud   | Michael Grenda Michael Turtur Kevin Nichols Dean Woods               | AUS  | 4:25.99 |
| Zilver | David Grylls Steve Hegg Patrick McDonough Leonard Nitz (Brent Emery) | USA  | 4:29.85 |
| Brons  | Reinhard Alber Rolf Gölz Roland Günther Michael Marx                 | FRG  | 4:25.60 |
| 4      | Roberto Amadio Massimo Brunelli Maurizio Colombo Silvio Martinello   | ITA  | 4:26.90 |
| 5      | Dan Frost Michael Marcussen Jørgen Pedersen Brian Holm               | DEN  |         |
| 6      | Didier Garcia Eric Louvel Pascal Potié Robert Pascal                 | FRA  |         |
| 7      | Daniel Huwyler Hans Ledermann Hansrüdi Märki Jörg Müller             | SUI  |         |
| 8      | Rudi Ceyssens Roger Ilegems Peter Roes Joseph Smeets                 | BEL  |         |

#### Puntenkoers
| Rang   | Sporter(s)          | Land | Punten      |
| ------ | ------------------- | ---- | ----------- |
| Goud   | Roger Ilegems       | BEL  | 37          |
| Zilver | Uwe Messerschmidt   | FRG  | 15          |
| Brons  | José Youshimatz     | MEX  | -1 ronde 29 |
| 4      | Jörg Müller         | SUI  | -1 ronde 23 |
| 5      | Juan Curuchet       | ARG  | -1 ronde 20 |
| 6      | Glenn Clarke        | AUS  | -1 ronde 13 |
| 7      | Brian Fowler        | NZL  | -1 ronde 12 |
| 8      | Derk Jan van Egmond | NED  | -2 ronde 56 |

### Weg

#### Individueel
Afstand: 190,2 km
| Rang   | Sporter(s)         | Land | Tijd    |
| ------ | ------------------ | ---- | ------- |
| Goud   | Alexi Grewal       | USA  | 4:59:57 |
| Zilver | Steve Bauer        | CAN  | 4:59:57 |
| Brons  | Dag Otto Lauritzen | NOR  | 5:00:18 |
| 4      | Morten Sæther      | NOR  | 5:00:18 |
| 5      | Davis Phinney      | USA  | 5:01:16 |
| 6      | Thurlow Rogers     | USA  | 5:01:16 |
| 7      | Bojan Ropret       | YUG  | 5:01:16 |
| 8      | Nestor Mora        | COL  | 5:01:16 |

#### Ploegentijdrit
Afstand: 100 km
| Rang   | Sporter(s)                                                             | Land | Tijd    |
| ------ | ---------------------------------------------------------------------- | ---- | ------- |
| Goud   | Marcello Bartalini Marco Giovannetti Eros Poli Claudio Vandelli        | ITA  | 1:58:28 |
| Zilver | Alfred Achermann Richard Trinkler Laurent Vial Benno Wiss              | SUI  | 2:02:38 |
| Brons  | Ron Kiefel Clarence Knickman Davis Phinney Andrew Weaver               | USA  | 2:02:46 |
| 4      | Jos Alberts Erik Breukink Maarten Ducrot Gert Jakobs                   | NED  | 2:02:57 |
| 5      | Bengt Asplund Per Christiansson Magnus Knutsson Håkan Larsson          | SWE  | 2:04:46 |
| 6      | Jean-François Bernard Philippe Bouvatier Thierry Marie Denis Pelizzari | FRA  | 2:05:07 |
| 7      | John Carlsen Kim John Eriksen Lars Erik Jensen Søren Lilholt           | DEN  | 2:05:31 |
| 8      | Steven Poulter Keith Reynolds Peter Sanders Darryl Webster             | GBR  | 2:06:51 |

## Vrouwen

### Weg

#### Individueel
Afstand: 79,2 km
| Rang   | Sporter(s)               | Land | Tijd    |
| ------ | ------------------------ | ---- | ------- |
| Goud   | Connie Carpenter-Phinney | USA  | 2:11:14 |
| Zilver | Rebecca Twigg            | USA  | 2:11:14 |
| Brons  | Sandra Schumacher        | FRG  | 2:11:14 |
| 4      | Unni Larsen              | NOR  | 2:11:14 |
| 5      | Maria Canins             | ITA  | 2:11:14 |
| 6      | Jeannie Longo            | FRA  | 2:12:35 |
| 7      | Helle Sørensen           | DEN  | 2:13:28 |
| 8      | Ute Enzenauer            | FRG  | 2:13:28 |

## Medaillespiegel
| Rang   | Land                     | Goud | Zilver | Brons | Totaal |
| ------ | ------------------------ | ---- | ------ | ----- | ------ |
| 1      | Verenigde Staten         | 4    | 3      | 2     | 9      |
| 2      | Bondsrepubliek Duitsland | 1    | 2      | 2     | 5      |
| 3      | Australië                | 1    | 0      | 0     | 1      |
| 3      | België                   | 1    | 0      | 0     | 1      |
| 3      | Italië                   | 1    | 0      | 0     | 1      |
| 6      | Canada                   | 0    | 2      | 0     | 2      |
| 7      | Zwitserland              | 0    | 1      | 0     | 1      |
| 8      | Frankrijk                | 0    | 0      | 1     | 1      |
| 8      | Japan                    | 0    | 0      | 1     | 1      |
| 8      | Mexico                   | 0    | 0      | 1     | 1      |
| 8      | Noorwegen                | 0    | 0      | 1     | 1      |
| Totaal | Totaal                   | 8    | 8      | 8     | 24     |